# Trichoniscoides arcangelii
Trichoniscoides arcangelii är en kräftdjursart som beskrevs av Albert Vandel 1952B. Trichoniscoides arcangelii ingår i släktet Trichoniscoides och familjen Trichoniscidae.

## Underarter
Arten delas in i följande underarter:
- T. a. aurigerensis
- T. a. arcangelii